# 丘光耀
丘光耀博士（1970年8月11日—），生于马来西亚霹雳州安顺，前民主行动党党员，也是马来西亚著名和具争议的政治演说家（以发表粗俗言论闻名）、历史学家、政治漫画家。2016年7月14日，因发表針對南海仲裁案时表示「南海是中國的，不要因为反共而反华」引发社会争议，为避免破坏行动党形象而宣布退党。2019年1月30日，受委马中商务理事会执行长。后于2019年10月24日，因《互利共赢的一带一路》漫画争议请辞马中商务理事会主席职位。

## 成長經歷
丘光耀出生于霹雳州安顺新街场，祖籍廣東梅縣，父亲是在斯里霹雳国中從事英文老师的工作，也是马来西亚人民党党员。
小学時，丘光耀就读于安顺三民华文小学第二校。1983年，入读安顺三民独中，初中三转校到吉隆坡巴生中华独立中学，于漫画人出版社兼职漫画助理，后因连续旷课18天而遭校方劝请转校，因而入读吉隆坡尊孔独立中学，并于1988年毕业。同年6月与友人创办漫画工作室，7年内共编绘并出版了8本政治漫画/连环画作品，计有《族魂林连玉》、《人民英雄林吉祥》、《马年论马》、《陈嘉赓画传》、《笑笔藏刀》（与郑云城合著）、《挽救三宝山》、《周恩来画传》及《哇哇声2020》。1989年，丘光耀受到林吉祥、廖金华和方贵伦等民主行动党人士拜访，进而加入该政党，与另，继而成为行动党的政治漫画家。同时他也在《南洋商报》、《星洲日报》和《火箭报》等报章刊载单格政治漫画。其中，《马年论马》在1990年马来西亚大选成为畅销书。
1991年，丘光耀入读南方学院马来学系，曾担任学生会副主席，翌年因领导学潮被校方开除。丘光耀因南方学院的新学生手册规定不接纳有政党背景的学生读书，最后行动党邀请律师和南院董事部对簿公堂，院方不得不和丘庭外和解，接受他回到学院完成第三年课程，但条件是丘光耀必须退出政党。
1994年，丘光耀顺利毕业，同年获选为马来学系优异生，之后重新加入民主行动党。在南方学院毕业后，他以优秀成绩被中国大陸的暨南大学历史系硕士班录取。在留学中国廣東期间，担任暨南大学马来西亚同学会会长。1997年考获历史学硕士学位，同年获颁1996年南粤优秀研究生一等奖。
2002年，丘光耀获得香港中文大学博士班全额奖学金，负笈香港深造三年，師從知名華僑史學家梁元生。2005年考获香港中文大学哲学博士学位（历史学专业），同年获颁中大莫庆锵奖学金。

### 政治经历
1989年，在时任行动党全国宣传秘书的廖金华的引荐下，邀请丘光耀加入民主行动党。随即林冠英出任社会主义青年团团长，丘光耀受委社青团全国社会与文化秘书。之後，他就以政治漫画协助行动党多场的补选宣传，但一直都没有在台前亮相。
1995年受瑞典社会民主党之邀，到该党党校学习。1997至1999年間，担任民主行动党第三任秘书长暨马来西亚国会下议院反对党领袖林吉祥的政治秘书。2000至2002年間，又担任民主行动党第四任秘书长郭金福的政治秘书。1999年马来西亚大选，丘光耀被委派上阵雪兰莪武吉加星州议席，但不幸落败。1999至2002年間，又他担任社会主义青年团总秘书，并任该党机关报《火箭报》华文版主编，同期亦担任民主行动党全国政治教育局主任。他除了积极撰写理论文章，到本地大学进行学运的地下培训工作外，他亦通过开办“开放书院”和“红玫瑰青年中心”，弘扬社会民主主义思潮。
2001至2003年間，获选为社会党青年国际联盟（IUSY）全球副主席。在丘光耀担任IUSY副主席期间，成功在2005年使中国共青团中央和IUSY主席团回复交往，IUSY主席团正式访华，获得共青团高规格接待。因为自1989年“六四天安门事件”后，两个全球最大的左派青年团停止了互动交流。此外，丘光耀在IUSY的委托下，2001年到访蒙古国考察，就该国执政党蒙古人民革命党青年团是否符合资格参加IUSY作出鉴定，指标是青年政策和人权政策。当年蒙古总统、国会议长和副外交部长都亲自接待丘光耀。
2006年至2010年間，丘光耀在中国某私营企业担任管理高职，先后负责行政、监察和审计工作。2010年12月，他决定辞去中国企业界的高职，返回马来西亚，担任行动党全国大选备战委员会文宣组组长。丘光耀返马后的首场政治演说，身穿superman T-SHIRT内容穿插粗口文化(PKHKC)等令观众留下深刻印象被冠上“超人”外号，而后超人旋风潮随即席卷全马，从2011年至2013年5月共巡回马来西亚545场政治演讲。
2022年马来西亚大选竞选期间，丘光耀为希望聯盟在彭亨和马六甲进行两场的政治演讲中，发表涉及种族与宗教的极端言论，引起社会哗然，随后于11月23日被警方以「破坏公众秩序」为由逮捕。他被拘留了4天后获得提前释放，并在同日其社交平台上宣布已完成改朝换代的任务，决定从此退出政治活动。

## 争议

### 发表「记者援交论」
2012年2月6日，作为民主行动党全国文宣组组长的丘光耀因在面子书发表「记者与国阵援交论」，引起轩然大波：
近日社会舆论谴责一些无知少女不自爱，为了满足物质利益而“援交”。与此同时，我们有否反思传媒界也有很多不自爱的记者，也是基于同样理由而同国阵有“援交”关系？其实，根据我的理解，很多地方记者都是“食两家茶礼”，他们甘愿沦为国阵地方领袖的枪手，对于民联的新闻处理都是带有很大的偏见！新闻自由是民主运动的重要阵地，好心某些记者朋友啦，自爱点啦！不要自甘堕落，走上和国阵「援交」的歪路
大马媒体业界与马华公会指责丘光耀使用「援交」是丑化和污辱新闻记者的专业，要求丘光耀对媒体业界公开道歉。《星洲日报》副总编辑郑丁贤亦发表专栏文章《和丘光耀说点道理》，以自己在行内二十几年的经验告诉丘光耀，地方记者和国阵「援交」，食两家茶礼，甘愿沦为地方领袖的枪手一事，「是很大的禁忌，绝对不被允许」。丘光耀随后为自己的失言公开道歉，但他认为自己并没有错，指责一些媒体对号入座，被马华吉打州公青团批评其道歉没有诚意。民主行动党纪律委员会主席陈国伟为丘光耀进行辩护，称丘光耀为「记者和援交论」议题公开表示歉意，希望大众传媒和社会人士能给予谅解，并比喻丘光耀并非泛指所有的新闻从业员，只是针对一部分记者，而非全部记者。马华吉打州公青团隊長陳志雄继续抨擊陳國偉沒積極作出反應，還聲援丘光耀「援交論」是指一些小地方的記者，此舉相等於侮辱全國各地的媒體工作者，要求行動黨必須作出公开道歉。丘光耀之后二度公开道歉，表示本身无意冒犯正直和廉洁的广大新闻工作者。

#### 得罪世華集团遭媒体封杀
2012年6月24日，丘光耀在其面子书发布《告民主行动党全体支部执委同志书》，控诉《星洲日报》在霹雳州华都牙也举行的「双龙出海，告别腐政」的演讲会中，直接删除他的名字，证明了《星洲日报》与国阵的「援交论」。丘光耀隔日接受《独立新闻在线》的专访时称，在一周之前，他在雪兰莪州的演讲会就已出现这个现象，评论《星洲日报》的目的是迫使行动党支部勿再邀请他演讲，让他从此告别讲台。丘光耀表示不稀罕报章刊登他的新闻，但是不应间接威胁党支部，同时讥讽《星洲日报》的封杀对他无效，因为他不会出来选举。丘光耀之后在与行动党保持距离的情况下，继续批评《星洲日报》，并称《星洲日报》为援交报，让他在党内获得“雇佣军”（Expendables）的外号。丘光耀因此遭到世華媒體集团旗下垄断的四大报章集体杯葛，只要丘光耀的任何活动、节日、文告、照片全都不登。

### 发表歧视性取向的言论
2016年1月24日，丘光耀因与时事评论人唐南发在各种观点上的争论所导致的恩怨，在个人面子书上发表一篇公开辱骂唐南发性取向的贴文，结果惹来各界和网民非议丘光耀歧视同性恋和批评民主行动党纵容这种行径。丘光耀在面子书上表明：
|  | 我unfriend了基佬发！真过瘾！如果在街上遇上基佬发，他主动和我握手，我会很礼貌的用真正男人的手来揸爆他的兰花手 |

他亦声称自己已在面子书朋友名单中，剔除了唐南发的名字。而丘光耀又因为网民对帖子一些批评，贴文指「基佬在马来社会比讲粗口罪行严重一万倍」，要求网民不要双重标准，结果贴文引发更大争议，让不少网民除了抨击他，更发起「unfriend超人」的行动。
民主行动党士乃州议员黄书琪与同志牧师欧阳文风等人士在面子书训话丘光耀，强调不应该攻击和耻笑任何人的性取向，否则与巫统没有分别。LGBT社群也谴责丘光耀使用歧视言论，人身攻击同性恋及其他弱势群体的行为。唐南发当晚也在面书上贴文，抨击丘光耀的人格明显低级和卑劣，强调自己做事问心无愧，会继续说该说的话，继续写该写的东西，质问丘光耀算老几，并促请行动党表达立场。丘光耀后来在网络的巨大压力下，于25日上午10时许贴文，公开向唐南发道歉，並表示自己「经常缺乏同理心，包容不够，让大家失望了」。丘光耀也接受《当今大马》电访时重申，本身已经道歉，并将自己的言论与行动党撇清关系。

### 发表种族歧视、宗教及极端演说
在2016年12月举行的巫统大会中，时任首相纳吉·阿都拉萨播放两支丘光耀使用廣府話並穿插粗言的演讲视频，以向巫统中央代表讲述，行动党如何利用前首相马哈迪·莫哈末来攻击他，以推翻其领导的政权。视频之一是丘光耀在第11届砂拉越州選舉的时候发表的「马来人干马来人」。另外一个是在同年9月份录制的视频，丘光耀声称行动党元老林吉祥利用马哈迪，是要达到「骑马杀鸡」的目标，目的是借用马哈迪在政治上的影响力干掉纳吉。丘光耀也在2018年马来西亚大选时，多番以中文发表「骑马杀鸡」论，声称马哈迪为民主行动党所利用。同时也因为丘光耀与行动党的友好关系，他所发表的言论在马来社会上普遍被视为是行动党的立场而引起争议。后来丘光耀发表文告解释「骑马杀鸡」和「马来人干马来人」的演说不是种族主义的论述，而是弘扬民权意识的一种选举手段。
2019年2月3日，前首相纳吉在面子书上撰文批评希盟政府委任丘光耀担任马中商务理事会主席是一个政治委任，违反了希盟承诺不会有任何政治委任的竞选宣言，断言希盟政府碍于行动党的压力肯定不敢把丘光耀撤职，更力数丘光耀出口成脏的事情，而且他曾发表备受争议的「用马来人干马来人」的言论，指责丘光耀迄今都没有为此向大众道歉。
2021年4月17日，马哈迪·莫哈末接受《当今大马》的专访时，批评行动党某些「极端」党员通过政治演讲屡次发表极端言论，他表示：「一些人宣称，行动党与马来人友好是为了利用他们，一旦得到（好处），就可以摒弃他们（马来人）」。媒体猜测马哈迪的言论就是指行动党前党员丘光耀发表的争议言论。
2022年马来西亚大选期间，丘光耀为希望聯盟政治演讲时再次发表了极端言论，引起行动党秘书长陆兆福强调其言论不代表希盟和行动党的立场，并警告对方，如果以后不能遵守该党的发言原则，那就不要上台。他随着在11月23日因演讲内容含有威胁公共秩序成分而被警方逮捕，并在扣留所4天3夜。

### 《互利共赢的一带一路》漫画风波
2019年10月16日，前任首相纳吉·阿都拉萨在面子书上举报由亚洲漫画文化馆馆长丘光耀分派给学校的《互利共赢的一带一路》漫画，内容涉及讨好中华人民共和国和宣扬共产主义，并诋毁前朝政府和其家人。并质问槟城首席部长曹观友与教育部长马智礼是否批准其漫画分发至学校的议程。丘光耀则回应称，这本漫画的中文、英文和马来文版，都获国家图书馆发出国际标准书号，并反驳漫画不是行动党政治宣传品。教育部长马智礼隔日在其面子书专页声明，教育部不曾准许学校等教育机构接受有关漫画，同时下令国内各校，不准接受亚洲漫画文化馆馆长丘光耀编绘的漫画。曹观友也表示与该漫画撇清关系，表明将漫画分发至学校举措与行动党无关，对亚洲漫画文化馆的运作毫不知情。
10月19日，青体部部长赛沙迪批评丘光耀出版的《互利共赢的一带一路》，当中提及马来人支持中国维吾尔族乃属于「激进份子」内容。赛沙迪重申2016年时的立场，炮轰丘光耀确实是，（丘光耀当时称南海属于中国），称「如果这不是种族主义，那我不知道那是什么」。丘光耀拥有的粉丝面书专页之后引起大批马来网民与其粉丝展开激烈骂战，迫使丘光耀在21日关闭其面书专页，并在同日脸子书贴文上载纳吉的《纳吉转型》（Transformasi Najib），称这才是“洗脑”和“荼毒学生”的刊物。
马来西亚内政部于10月23日宣布援引《1984年印刷与出版法令》第7（1）条文将该漫画列为禁书。马来西亚警方也在全国共接获46宗相关投报，援引煽动法令开档调查丘光耀和相关漫画作者和出版社。24日，丘光耀宣布请辞马中商务理事会主席和亚洲漫画文化馆长职位。值得一提的是，该漫画曾出现在该年4月马中外交场景，由时任首相马哈迪·莫哈末赠送给中国领导人习近平，马来西亚外交部宣布将调查当时的相关標准作业和人员可有出错，表示当时漫画没有通过适当的程序和管道带进去。

## 备注
1. 纳吉之后在面子书上公开一张9月12日丘光耀赠送该漫画给时任教育部副部长张念群的照片，而该漫画当时已经分发给全国2500所国中和国民型华文中学，马来西亚教育部和张念群也因此成为箭靶，张念群之后澄清没有协助将该漫画批准发放给全国学校，并警告纳吉别拖他下水，内政部也没有后续的调查报告，因此谁将漫画带入马中外交场所交给首相马哈迪至今依然不明

## 作品一覽
在《南洋商报》、《星洲日报》和《火箭报》等报章刊載過丘光耀的单格政治漫画，同時他還有以下作品：
- 《族魂林连玉》
- 《人民英雄林吉祥》
- 《马年论马》，該書在1990年马来西亚大选成为畅销书。
- 《陈嘉赓画传》
- 《笑笔藏刀》（与郑云城合著）
- 《挽救三宝山》
- 《哇哇声2020》
- 《超越教条与务实--马来西亚民主行动党研究》
- 《批判机会主义的批判》、《第三条道路：马来西亚华人政治选择批判》
- 《政治截拳道》
- 《鸡飞狗走:超人迎战第14届大选评论集》
- 《互利共赢的一带一路》，該漫畫在2019年10月23日被馬來西亞內政部列為禁書。

## 註解
1. ↑  纳吉之后在面子书上公开一张9月12日丘光耀赠送该漫画给时任教育部副部长张念群的照片，而该漫画当时已经分发给全国2500所国中和国民型中学，马来西亚教育部和张念群也因此成为箭靶，张念群之后澄清没有协助将该漫画批准发放给全国学校，并警告纳吉别拖他下水，内政部也没有后续的调查报告，因此谁将漫画带入马中外交场所交给首相马哈迪至今依然不明。